# Laxatif osmotique
 (signalé en mai 2025).
Si vous disposez d'ouvrages ou d'articles de référence ou si vous connaissez des sites web de qualité traitant du thème abordé ici, merci de compléter l'article en donnant les références utiles à sa vérifiabilité et en les liant à la section « Notes et références ».
- Archive Wikiwix
- Bing
- Cairn
- DuckDuckGo
- E. Universalis
- Gallica
- Google
- G. Books
- G. News
- G. Scholar
- Persée
- Qwant
- (zh) Baidu
- (ru) Yandex
- (wd) trouver des œuvres sur Wikidata

Les laxatifs osmotiques sont des laxatifs qui captent (ou qui retiennent) l'eau dans l'intestin (plus spécifiquement dans le côlon).
Par exemple les macrogols de haut poids moléculaire (3350 ou 4000) sont de longs polymères linéaires sur lesquels sont retenues les molécules d’eau par liaisons hydrogène. Administrés par voie orale, ils entraînent un accroissement du volume des liquides intestinaux.
Le volume de liquide intestinal non absorbé est à l’origine des propriétés laxatives de la solution.